# Městský špitál v Jáchymově
Hornický špitál při kostele Všech svatých v Jáchymově v Karlovarském kraji byla renesanční budova, stojící ve svahu v jihozápadní části města, v nynější Bělohorské ulici mezi kostelem a hřbitovem. Relikty špitálu, zaniklého na konci 50. let 20. století, lze nalézt v terasní zdi, ohraničující plochu s parčíkem a kolumbárií. Uvedená zeď tvoří jednu z položek památkově chráněného areálu kostela Všech svatých na území památkové zóny Jáchymov, vyhlášené v roce 1992. Tato památková zóna se v roce 2014 stala součástí památkové zóny Hornická kulturní krajina Jáchymov, která byla o pět let později v rámci Hornického regionu Erzgebirge/Krušnohoří zapsána na seznam Světového dědictví UNESCO.

## Historie
Špitál byl založen v roce 1530 hormistrem a pozdějším jáchymovským mincmistrem Wolfem Sturzem. Zároveň zde byl založen i městský hřbitov. Tím vzniklo centrum pečující o duši i tělo (což v té době bylo stejně důležité), v životě i po něm. Jednoduchá jednopatrová renesanční budova byla postavena na půdorysu L. Objekt byl s kostelem spojen prampouchem s chodbou. Středem špitálu procházela chodba, po jejíchž stranách byly jednotlivé pokoje. Půdní prostory kostela byly špitálem využívány jako skladiště potravin a materiálu. V této podobě jsou budovy zachyceny na fragmentu hornické mapy z roku 1534. Na severozápadní straně byl roku 1566 prolomen vchod s renesančním portálem a polokruhovým záklenkem, v supraportě byl ještě v roce 1913 čitelný rytý německý nápis dedikace s požehnáním (citován zde v popisu objektu) a monogramem HO (= Hospital Orden, také na špitální pečeti). Další nápisy ve štítovém nástavci  portálu po obou stranách reliéfního krucifixu byly citáty z bible, vlevo od vchodu byl ve zdi vsazena destička se jménem Franze Renera, mistra špitálu z let 1558-1566.

## Osobnosti
Vzhledem k významu města je zřejmé, že i ve špitále působily význačné osobnosti své doby. Mezi jinými jmenujme prvního jáchymovského lékaře magistra Rümpfela, lékaře a lékárníka Georga Sturze (syn zakladatel špitálu), lékař Jan Niavius (nezaměňovat s poustevníkem z MariaSorgu). Pro potřeby špitálu vydal  Wenzel Beyer de Cubito již v roce 1523 knihu o hornické medicíně. Byla stručným návodem speciálního lékařství pro potřeby budoucích lékařů, ale i samotných horníků. Magnus Hund a W. Beyer zde sbírali materiály pro své dílo popisující jáchymovskou hornickou nemoc. V letech 1558 – 1566 zde jako lékař působil Franz Rener, kterého připomínala tabulka umístěná vedle vstupního portálu (FRANCZ RENER | SPITTEL | MEISTER).

## Popis objektu
Poslední zaznamenané úpravy špitál prodělal barokní přestavbou. Budovu pokrývala vysoká sedlová střecha, přičemž štíty byly prkenné. Omítky byly hladké, bez plastické výzdoby. Portál z roku 1566 stával v severozápadní zdi. Nad jeho římsou byla deska s reliéfním nápisem VON ∙ DEINEN ∙ GVTER ∙ HILF ∙ DEM ∙ ARMEN ∙ VND ∙ WENDE ∙ DICH ∙ NICHT ∙ VON ∙ ARMEN ∙ | SO ∙ WIRT ∙ DICH ∙ GOT ∙ WIDER ∙ GNEDIG ∙ ANSEHEN ∙ TOBIAS ∙ - AM ∙ 4. REICHE ∙ DEM ∙ | ARMEN ∙ DEINE ∙ HAND ∙ AVF ∙ DAS ∙ DV ∙ REICHLICH ∙ GESEGNET ∙ WERDEST ∙ 1566 ∙

## Současnost
Není úplně jasné kdy, a proč přestala budova sloužit svému účelu. Špitál chátral, a tím docházelo k samovolné destrukci. Navíc v roce 1955 vyhořel, což urychlilo jeho zánik. V roce 1958 bylo torzo obvodových zdí využito jako základ pro postupně nasypanou a zplanýrovanou terasu s rozptylovou loučkou, urnový háj a pietní místo. Jedina dochovaná obvodová zeď špitálu je od roku 1992 zapsána jako součást šestidílného památkově chráněného areálu rejstříkové číslo ÚSKP 23177/4-833, který tvoří kostel Všech svatých, brána hřbitova, ohradní zeď hřbitova, výklenek s kalvárií (v září roku 2023 prázdný), hřbitov a zmíněná zeď špitálu.
Naposledy se špitál nepřímo připomenul v roce 1992, kdy byla na půdě kostela při jeho rekonstrukci nalezena dřevěná lopata na obilí patřící původně do vybavení špitálu.